# Unión (Montevidéu)
Unión é um bairro da cidade de Montevidéu, no Uruguai.

## História
O natural aumento da população  de Montevidéu e o fim das guerras de independência contribuíram à criação de povoados além dos muros da Cidade Velha.  A zona compreendida entre “el Cordón” e o arroio “Carrasco” favorecida pelo rastreamento do "Caminho Real a Maldonado", (a atual zona do Barrio Unión) foi uma das primeiras em receber os novos habitantes.  Esse povoado agrícola chamou-se de “El Cardal”  que logo será conhecida como “Villa Restauración” e posteriormente “La Unión”.
Sua localização estratégica e o desenvolvimento econômico  contribuiu a que  as  famílias dos chefes do exercito  de General Manuel Oribe , estabeleceram-se no Cardal em 1843.
Sua história começou em 1845, durante o cerco do general Oribe de Montevidéu, que na época era um pouco maior do que a atual Ciudad Vieja, com a criação do Tribunal da Unión na área. Em 1849, Oribe fundou aqui uma aldeia chamada "Restauración". Após o fim da guerra civil, seu status foi elevado de "Pueblo" (aldeia) para "Villa" (cidade) e foi renomeada para "Villa de la Unión" pelo Decreto de 11 de novembro de 1851.